# Holderbank (Argóvia)
Holderbank é uma comuna da Suíça, no Cantão Argóvia, com cerca de 769 habitantes. Estende-se por uma área de 2,32 km², de densidade populacional de 331 hab/km². Confina com as seguintes comunas: Lupfig, Möriken-Wildegg, Scherz, Schinznach-Bad, Schinznach-Dorf, Veltheim.
A língua oficial nesta comuna é o Alemão.